# Hans Jänichen
Hans Jänichen (* 4. Dezember 1909 in Gebweiler; † 27. November 1976 in Tübingen) war ein deutscher Historiker.

## Leben
Jänichen studierte Geschichte, Deutsch und Englisch an den Universitäten in Tübingen, Wien und München. In Tübingen wurde er Mitglied der Studentenverbindung AG Rothenburg. Sein besonderes Interesse galt dem Frühmittelalter. 1935 schrieb er seine Dissertation über Die Wikinger im Weichsel- und Oderland. Seine Habilitationsarbeit Schrift und Symbol im eurasischen Bereich des Mittelalters verbrannte im Zweiten Weltkrieg in Cottbus. Nach seiner Kriegsgefangenschaft kam er 1947 nach Reutlingen, wo er 1954 bei der Abteilung Landesbeschreibung des Statistischen Landesamt Arbeit fand. 1964 wurde er Abteilungsleiter bei der Landesbeschreibung der Archivdirektion in Stuttgart. Er war Mitglied der Kommission für geschichtliche Landeskunde in Baden-Württemberg, Beirat des Württembergischen Geschichts- und Altertumsvereins, im Vorstand des Alemannischen Instituts und Mitglied des Deutschen Archäologischen Instituts in Berlin. Daneben nahm er seit 1966 einen Lehrauftrag an der Universität Tübingen wahr. 1971 erhielt er den Schillerpreis der Stadt Marbach am Neckar.
Am 27. November 1976, wenige Tage vor der Vollendung seines 67. Lebensjahres, erlag Hans Jänichen einer langen schweren Krankheit. Durch die von ihm bearbeiteten Bände der Kreisbeschreibungen Balingen, Tübingen und Ulm ist er auch weit über den Kreis der Fachwelt in der breiten Öffentlichkeit bekannt geworden.

## Veröffentlichungen (Auswahl)
- Baar und Huntari In: Vorträge und Forschungen I. Konstanzer  Arbeitskreis für mittelalterliche Geschichte (Hrsg.): Grundfragen der alemannischen Geschichte, Jan Thorbecke Verlag, 1952, S. 84–148 ff. (auch als Nachdruck 1962)
- Die Wikinger im Weichsel- und Odergebiet, Leipzig, Kabitzsch, 1938
- Bildzeichen der Königlichen Hoheit bei der iranischen Völkern, Bonn, Habelt, 1956
- Zur Geschichte der Sägemühlen im Mittelalter, in: Alemannisches Jahrbuch 1961, S. 317–329
- Herrschafts- und Territorialverhältnisse um Tübingen und Rottenburg im 11. und 12. Jahrhundert, Band 1 (Die freien Herren), Müller & Gräff, Stuttgart 1964 (Schriften zur südwestdeutschen Landeskunde, Band 2).
- Beiträge zur Wirtschaftsgeschichte des schwäbischen Dorfes, Kohlhammer Stuttgart, 1970, ISBN 978-3-17-070123-6
- Die Entwicklung der Oberamts- und Kreisbeschreibungen in Baden-Württemberg, in: Zeitschrift für Württembergische Landesgeschichte, 33. Jg., Kohlhammer, 1974
- Die alemannischen Fürsten Nebi und Berthold und ihre Beziehungen zu den Klöstern St. Gallen und Reichenau, in:  Blätter für deutsche Landesgeschichte (1976), S. 30–40 (online)
- Ortsnamenbuch des Landkreises Böblingen, Kohlhammer, Stuttgart 1978 (Veröffentlichungen der Kommission für Geschichtliche Landeskunde in Baden-Württemberg. Reihe B, Forschungen, Band 94), ISBN 3-17-004781-7.

## Bibliographie
- bis 1969: In: Jänichen: Beiträge zur Wirtschaftsgeschichte des schwäbischen Dorfes, S. 10–16.
- ab 1969: Meinrad Schaab: Verzeichnis der wissenschaftlichen Veröffentlichungen von Hans Jänichen ab 1969. In: Zeitschrift für Württembergische Landesgeschichte 36 (1977), S. 351–353.